# 多特蒙德工业大学
多特蒙德工业大学（德語：Technische Universität Dortmund）是一所公立大学，位于德国北莱茵-威斯特法伦州多特蒙德市。該校工學領域在國際上有著強大競爭力。

## 历史

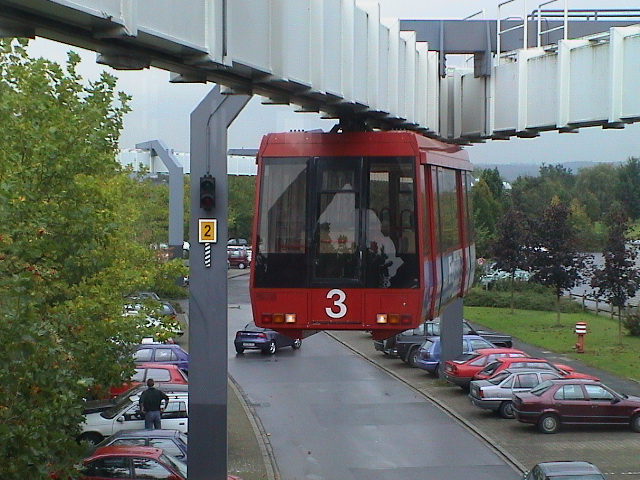
悬挂单轨列车

1968年建校，1980年原鲁尔教育学院并入多特蒙德大学。多特蒙德大学拥有16个系，6个研究所。校园分为南，北校区两部分。
1984年修建了高空悬挂单轨列车（H-Bahn）作为两校区之间的交通工具。
2007年10月18日决定，自2007年11月11日起，学校更名为多特蒙德工业大学（TU Dortmund）。

## 院系设置
- 数学学院
- 物理学院
- 化学与化学生物学学院
- 计算机科学学院
- 统计学院
- 生化与化学工程学院
- 机械工程学院
- 电气工程和信息技术学院
- 空间规划学院
- 建筑与土木工程学院
- 商业和经济学院
- 教育，心理学和社会学学院
- 康复科学学院
- 人类科学与神学学院
- 文化学院
- 艺术与体育科学学院
- 社会科学学院